# Burg Castelmur
Die Burg und Talsperre von Castelmur ist die Ruine einer Höhenburg und einer Talsperre auf einem natürlichen Felsriegel in der Gemeinde Bregaglia im Bergell im schweizerischen Kanton Graubünden.

## Lage
Die Ruinen von Castelmur liegen bei 930 m ü. M. oberhalb des Dorfes Promontogno auf einem natürlichen Felsriegel, der die Talstufe von Vicosoprano vom tiefer gelegenen Talabschnitt von Bondo trennt. Die Anlage wird heute von der Kantonsstrasse im Promontogno-Tunnel unterfahren.

## Anlage
Die Anlage der Talsperre von Castelmur gliedert sich im Wesentlichen in drei unterschiedliche Elemente, die nur teilweise miteinander verbunden waren.

### Oberste Stufe: Turraccia
Auf der obersten Stufe finden sich auf einer breiten Felskuppe Trümmer eines Turmes mit einem Grundriss von circa 10 × 10 Meter. Die erhöhte Lage ermöglichte eine weite Sicht über das Tal. Mit der mittleren Stufe gab es keine bauliche Verbindung.

### Mittlere Stufe: Feudalburg und Kirche Nossa Dona

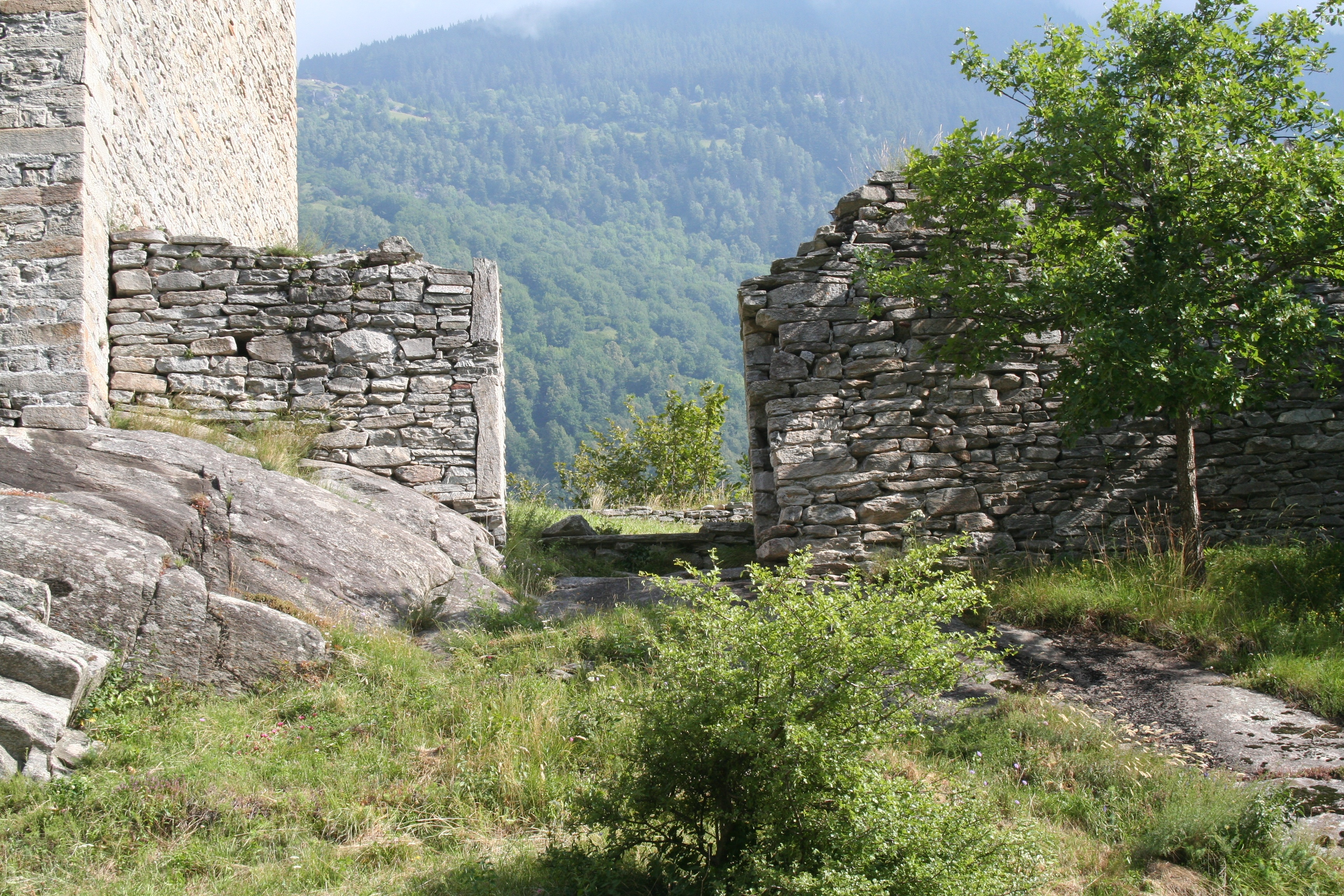
Tor zur Hauptburg

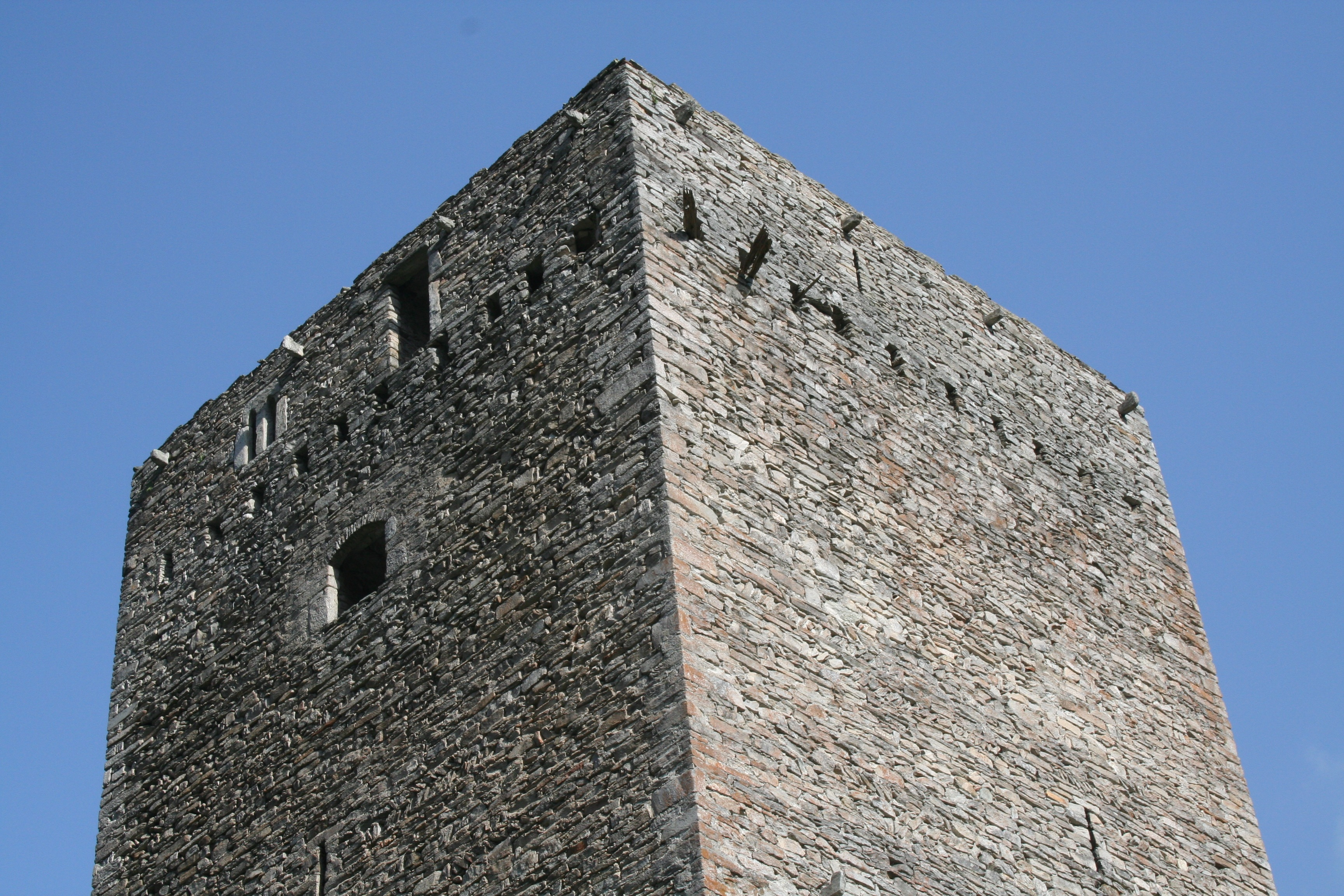
Turm

Auf einer langgezogenen Felsrippe nördlich der Kirche Nossa Donna liegen die Ruinen der einstigen Feudalburg. Erhalten hat sich ein mächtiger Wohnturm mit Resten des Berings und Nebenbauten.
Der fünfstöckige quadratische Bergfried entstand um 1300. Er weist einen Grundriss von 12 × 12 Metern auf, die Mauerstärke beträgt 2,4 Meter. Der Hocheingang lag in der Ostwand im 2. Geschoss und war über eine hölzerne Aussentreppe erreichbar. Im 3. und 4. Geschoss führte je ein schräger Rauchabzug für einen offenen Kamin nach aussen. Im 3. Geschoss der Westwand führte eine Türe auf einen Balkon oder in ein angrenzendes Gebäude. Auf der Südseite lag ein Ausgang auf einen um den ganzen Turm führenden Laubengang, dessen Gehhorizont noch durch die Balkenlöcher erkennbar ist. Der Turm war wohl durch ein Zeltdach gedeckt.
Die Anlage war von einem unregelmässig um das Felsplateau führenden Bering umgeben, dessen Tor auf der Südseite lag. Westlich und östlich des Turmes stehen Mauerreste von Nebengebäuden.

### Sattel nördlich der Burg
Im westlichen und östlichen Ende des tiefer gelegenen Sattels im Norden der Burg finden sich Reste einer Traverse, die der Verteidigung der Burg diente. Gebäudereste sind nicht erkennbar.

### Unterste Stufe: Talsperre Lan Müraia
Die Strassensperre «Lan Müraia» auf der Terrasse oberhalb der Schlucht der Mera bildete den nördlichsten und tiefsten Teil der Anlage. Auf der West- und Ostseite lag je eine rund 3,70 Meter starke Mauer mit einem Tor. Auf der Talseite haben sich Reste eines Wehrgangs erhalten. Die westliche Mauer ist zerfallen. Die rund 50 cm tiefen Einschnitte im östlichen Tor dienten vermutlich der Aufnahme von quer gelegten Baumstämmen. Den oberen Abschluss bildete ein Wehrgang, der teilweise auf Pfeilern und Rundbögen ruhte. Im Norden des Plateaus liegen Reste einer später errichteten Umfassungsmauer. Auf dem Plateau wurden in den 1920er Jahren Reste von römischen Gebäuden gefunden, die zur im Antoninischen Itinerar genannten römischen Strassenstation «Murus» gehörten; vermutlich eine letziartige Befestigung.

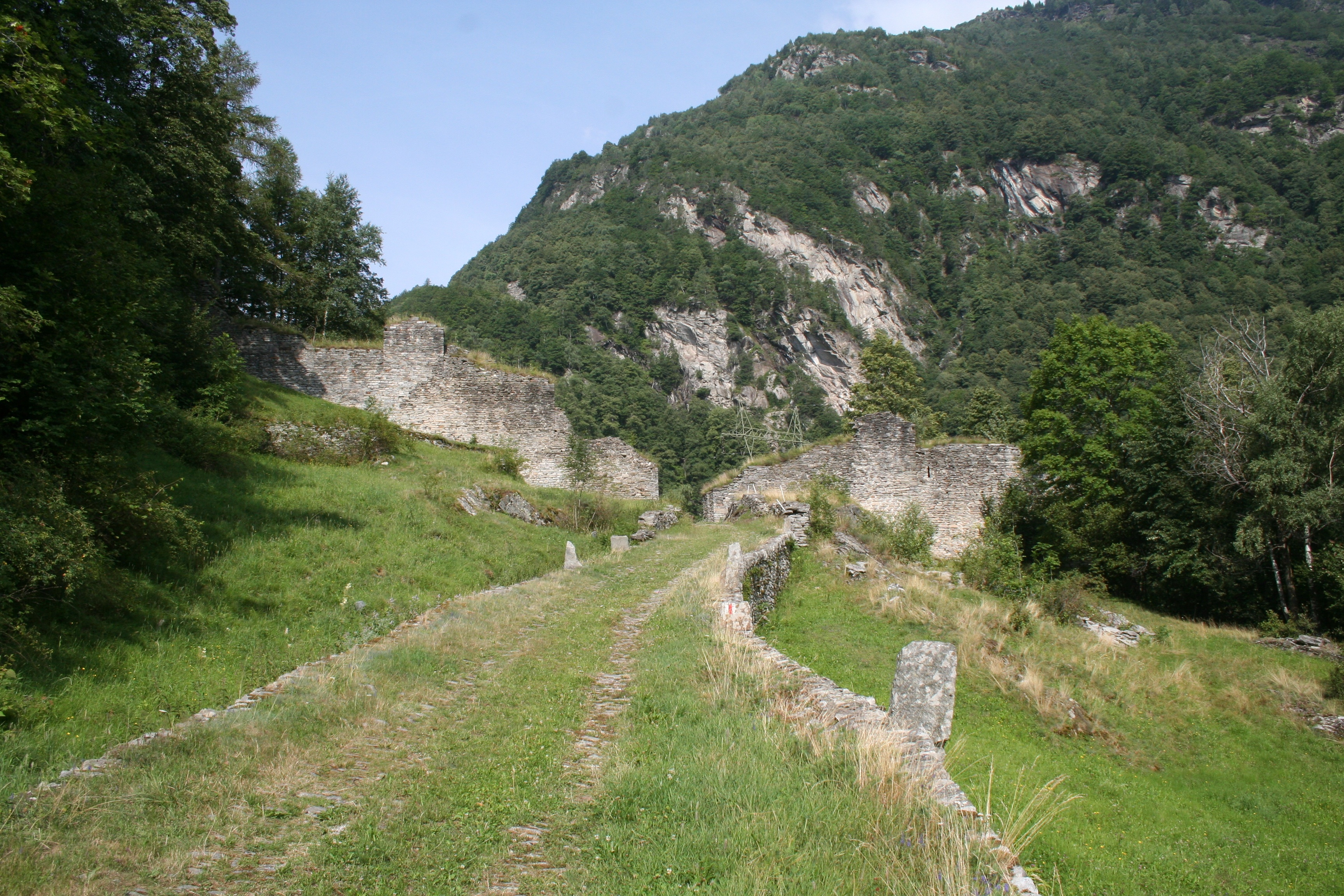
Talsperre und alter Talweg, Ansicht von Osten
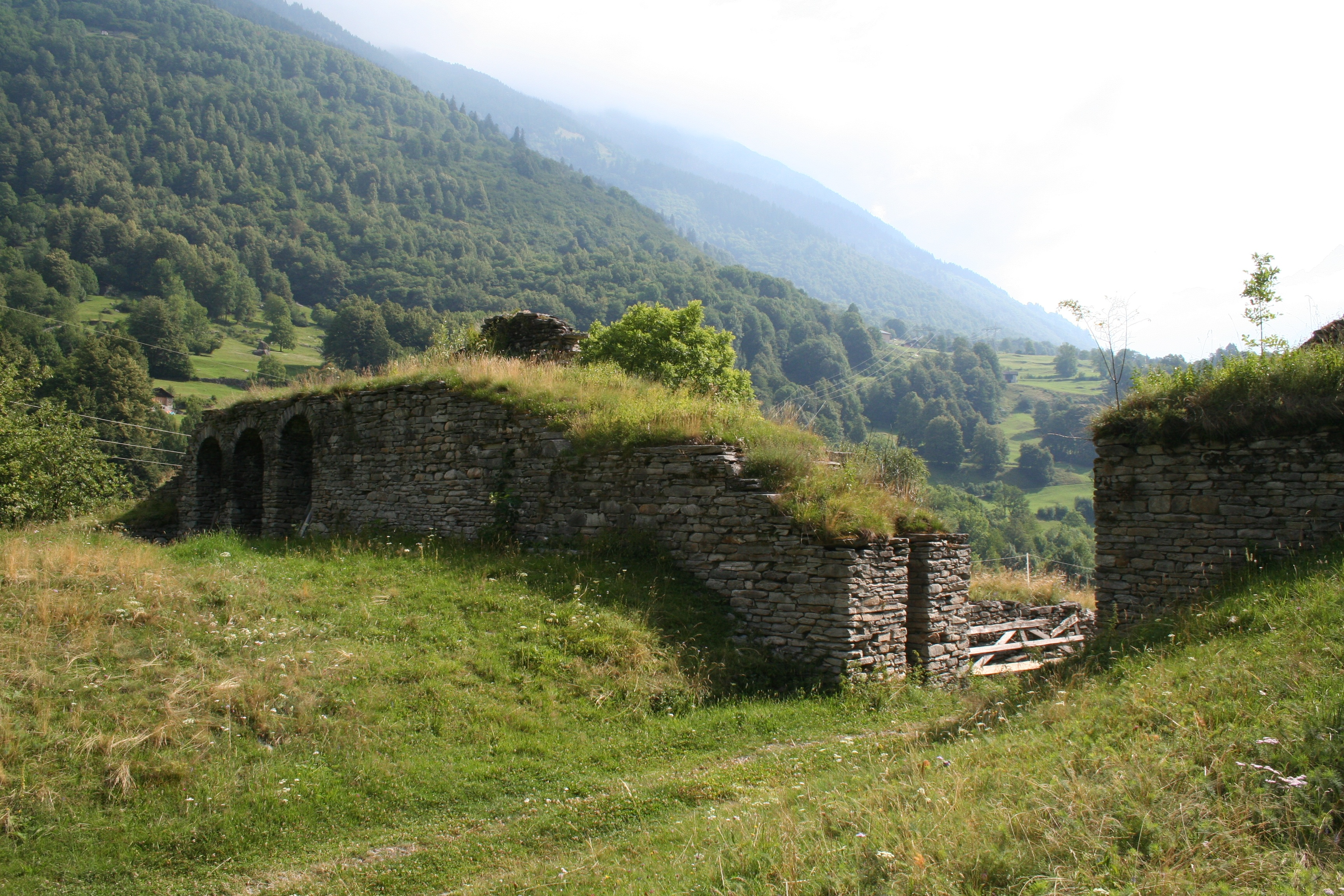
Oberer Teil der östlichen Talsperre
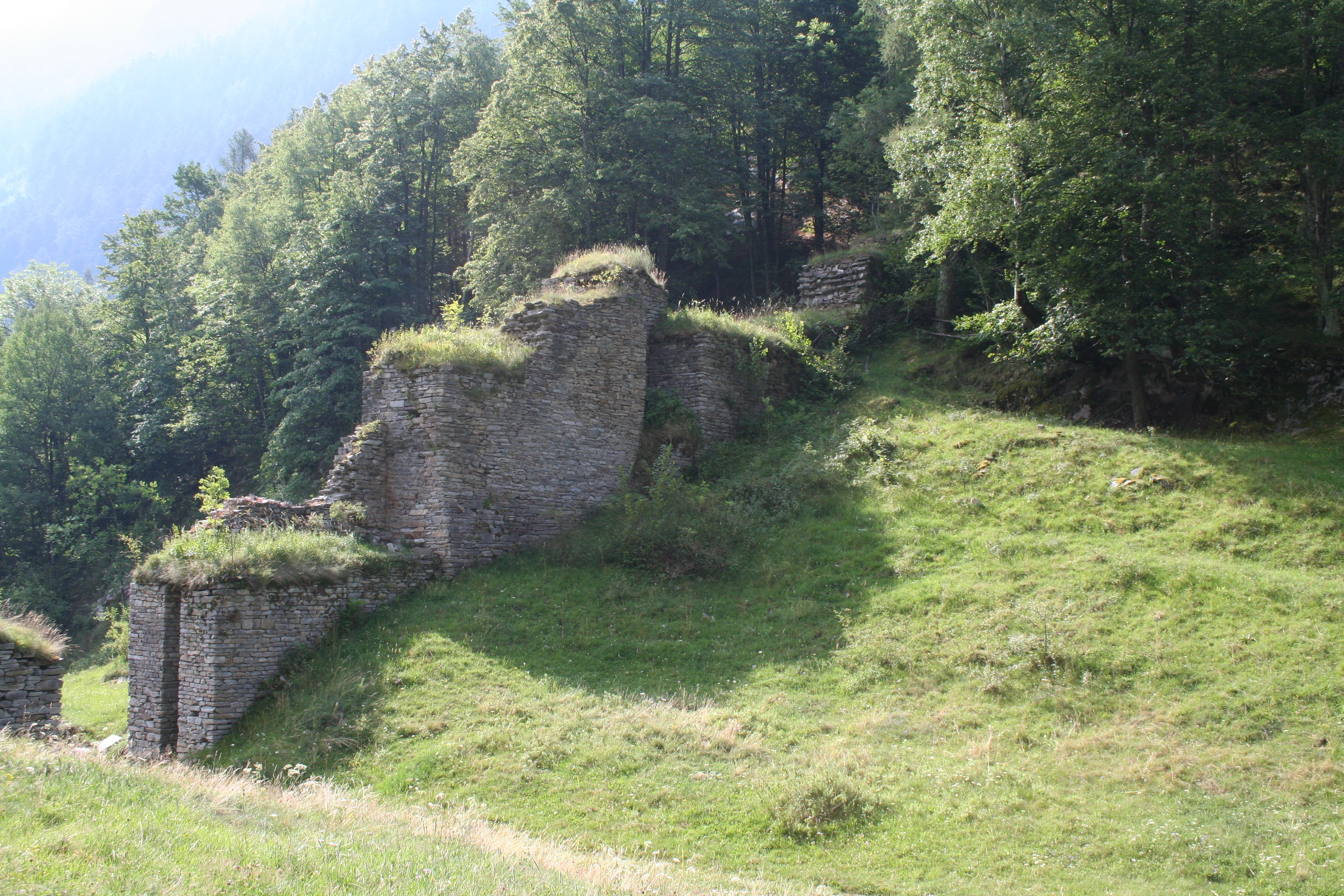
Unterer Teil der östlichen Talsperre
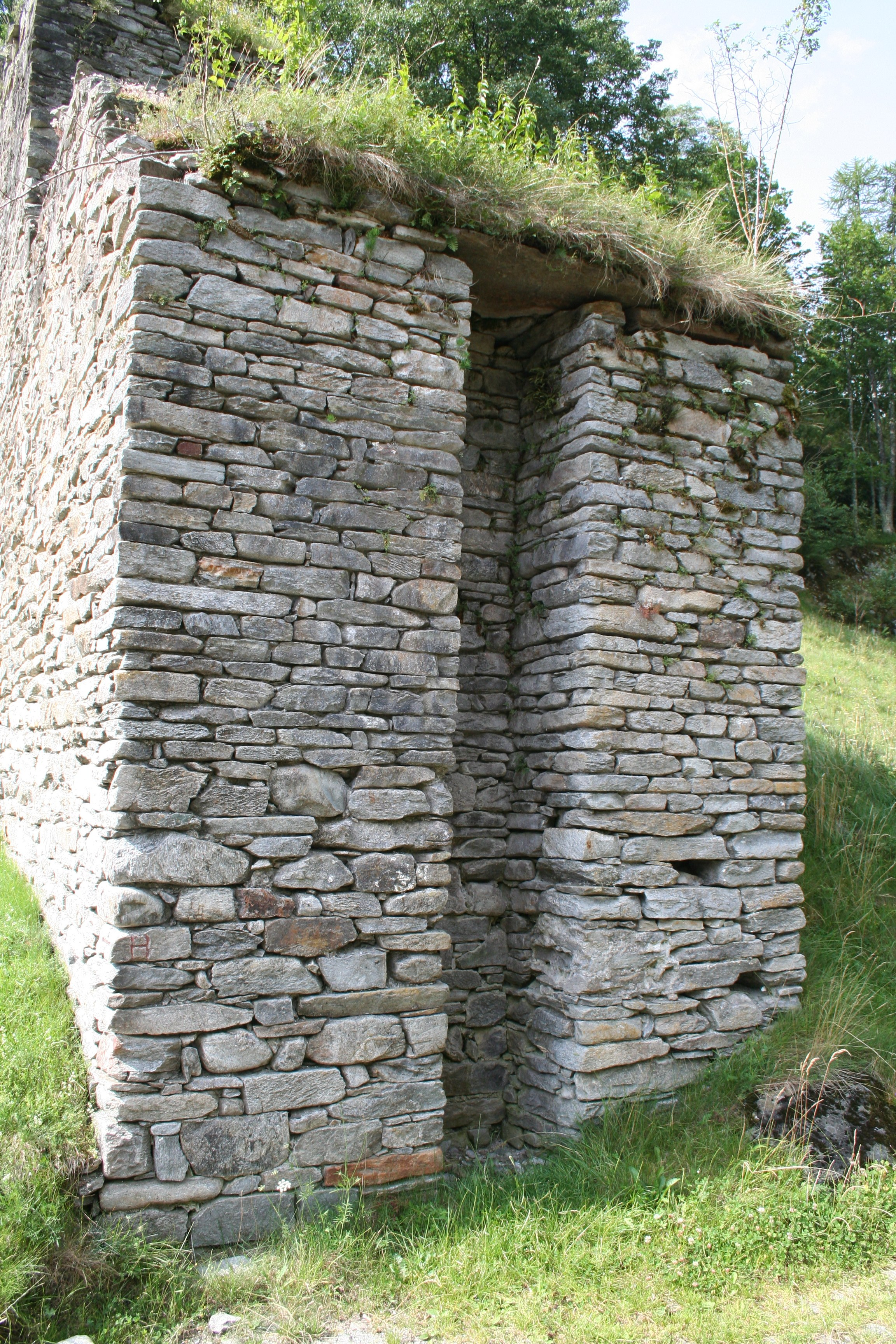
Unterer Teil der östlichen Talsperre
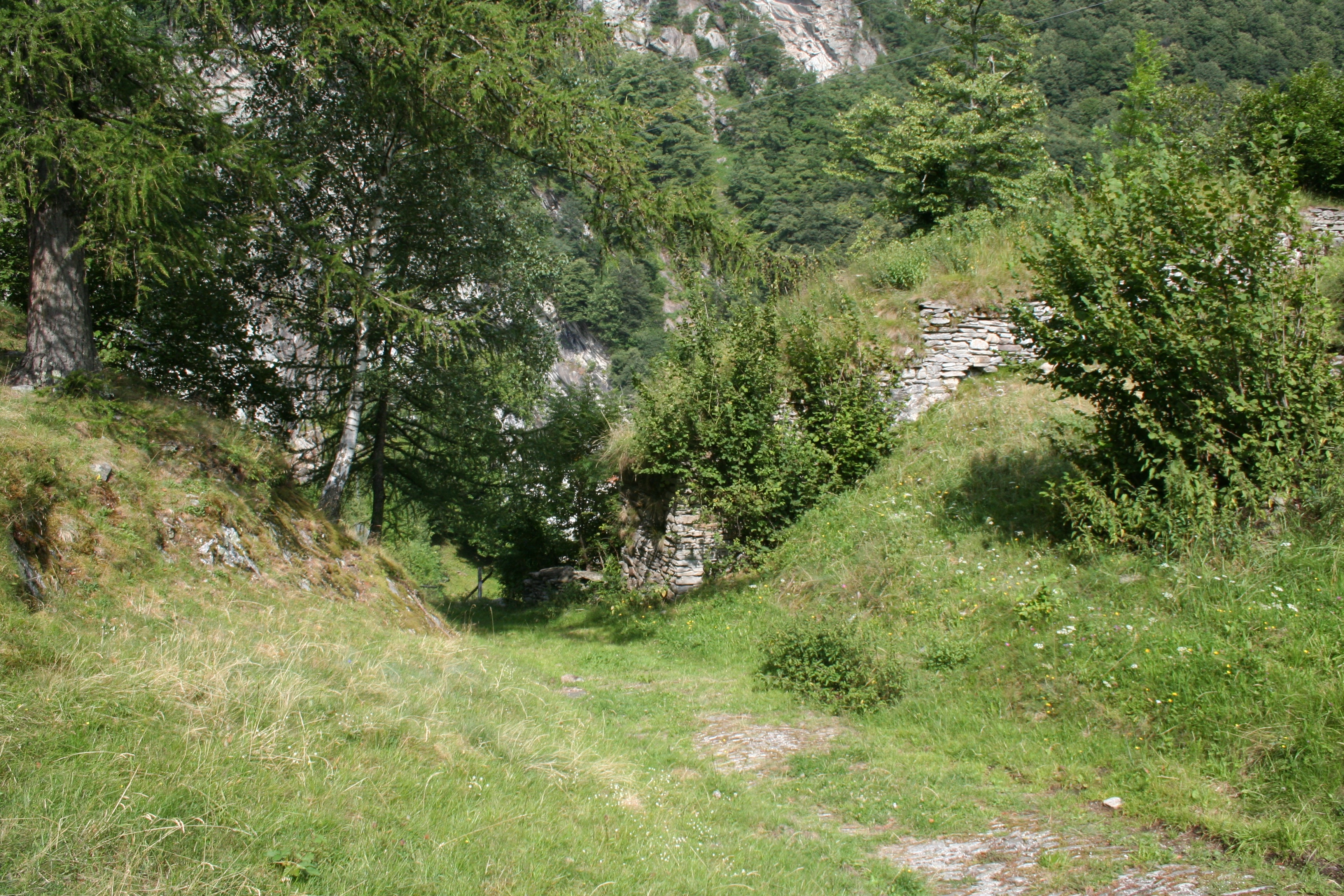
Westlicher Teil der Talsperre

## Geschichte

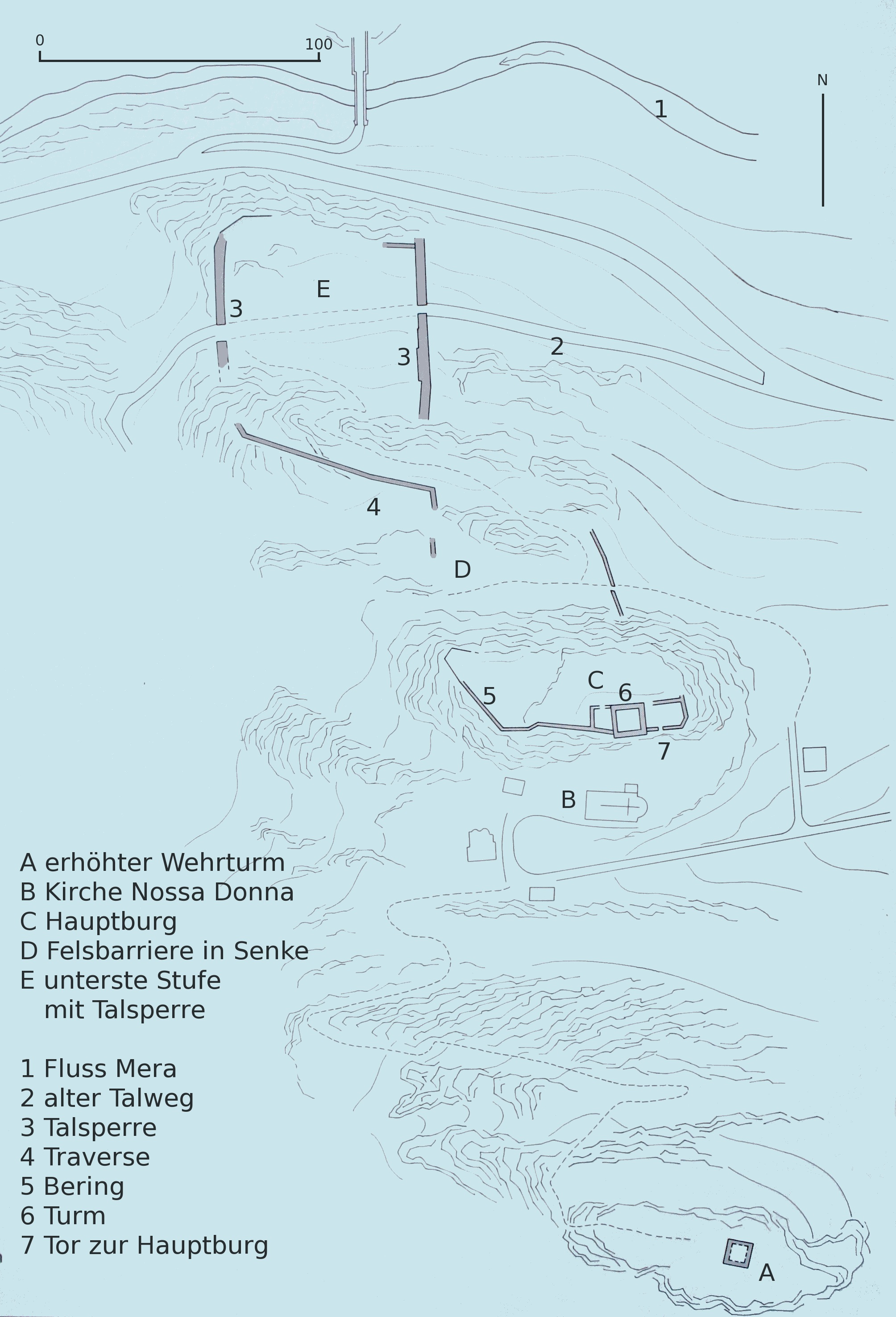
Plan

Erbaut an der Stelle der römischen Raststation Murus, wird im churrätischen Reichsguturbar aus dem Jahr 840 die Talsperre «Castellum ad Bregalliam» zusammen mit einer Zollstätte  als Lehen eines Constantin erstmals genannt. 960 gelangte das Bergell mit dem Zollrecht durch ein Tauschgeschäft mit König Otto I. an das Bistum Chur. In einer Urkunde vom 20. Oktober 988 wird der Tausch von König Otto III. bestätigt; die Feste «Insuper bergallium cum castellum» wird ausdrücklich erwähnt. Auch spätere Bestätigungen im 11. Jahrhundert betreffen alle das Tal mit Kastell, Kirche und Zoll.
Um 1121 brachten die Chiavenner die Burg gewaltsam in ihren Besitz. Papst Calixt II. forderte der Churer Bischof zweimal auf, die Angehörigen seiner Diözese in Chiavenna zur Rückgabe zu veranlassen. Aus einer Urkunde über den Frieden des Bistums mit der Stadt Como aus dem Jahr 1219 geht hervor, dass die Talsperre die Grenze des Churer Machtbereichs bildete.
Die Herren von Castelmur erscheinen mit Albertus de Castello Muro erstmals im Jahr 1190. Das Ministerialengeschlecht nannte sich nach der Burg, hatte sie als Burglehen inne und hütete sie im Auftrag des Churer Bischofs. 1271 urkundete Bischof Heinrich auf Castelmur. Um 1340 verpfändete Bischof Ulrich die Burg für 200 Mark an die Familie von Planta. Hartmann von Werdenberg-Sargans löste 1393 ein Viertel der Summe ein, musste die Burg um 1410 an Jacob Parutt von Castelmur verpfänden. Dieser hatte sich 1387 Hartmanns Vorgänger Johannes verpflichtet, da er ainen weg und lantstraß über den vorgenanten berg […] machen will und buwen sol, also das man mit wägen wol darüber gefaren und gewandeln mag; im Gegenzug hatte er Anspruch auf 10 Jahre weglösi. 1430 sass Andreas von Salis-Soglio auf Castelmur.
Die Burg verlor ihre militärische und vor allem wirtschaftliche Bedeutung, als nach Öffnung der Viamala ab 1473 die Untere Strasse über den Splügen- und San-Bernardino-Pass die Obere Strasse über den Septimer als Hauptverkehrsroute ablöste. 1490 übergab Bischof Ortlieb die Burg auf Lebenszeit an Michael Pfannholz und seine Frau und Tochter. Sie mussten sich verpflichten, auf dem sloz das tach, stegen und gemach in eeren zu halten. 1538 berichtet Chronist Tschudi, die Burg sei zum teyl abgegangen. Wann die Siedlung Castelmur aufgegeben wurde, ist nicht bekannt.
Giovanni von Castelmur (1800–1871) gab die Restaurierung der Ruinen in Auftrag und liess um 1845 die Kirche Nossa Donna neu aufbauen.